# Anochetus pubescens
Anochetus pubescens är en myrart som beskrevs av Brown 1978. Anochetus pubescens ingår i släktet Anochetus och familjen myror. Inga underarter finns listade i Catalogue of Life.

## Galleri

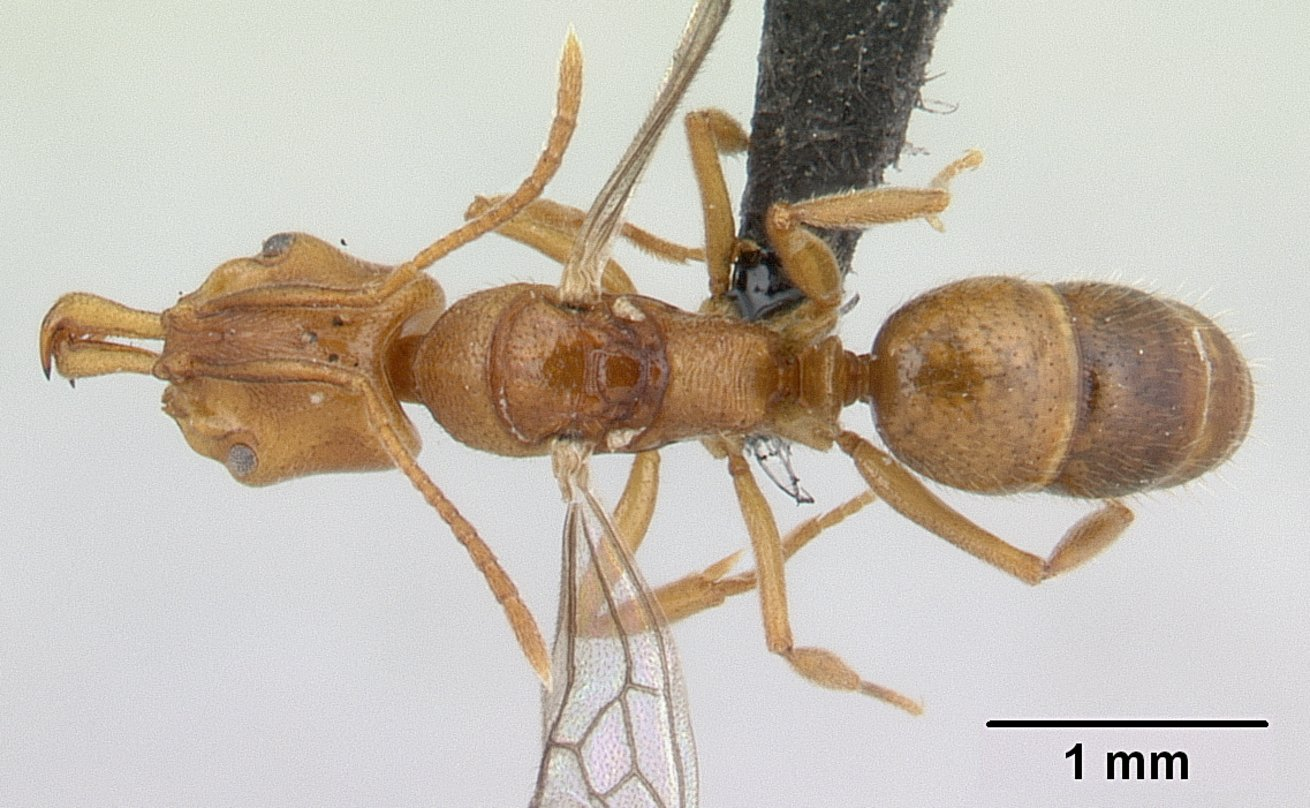
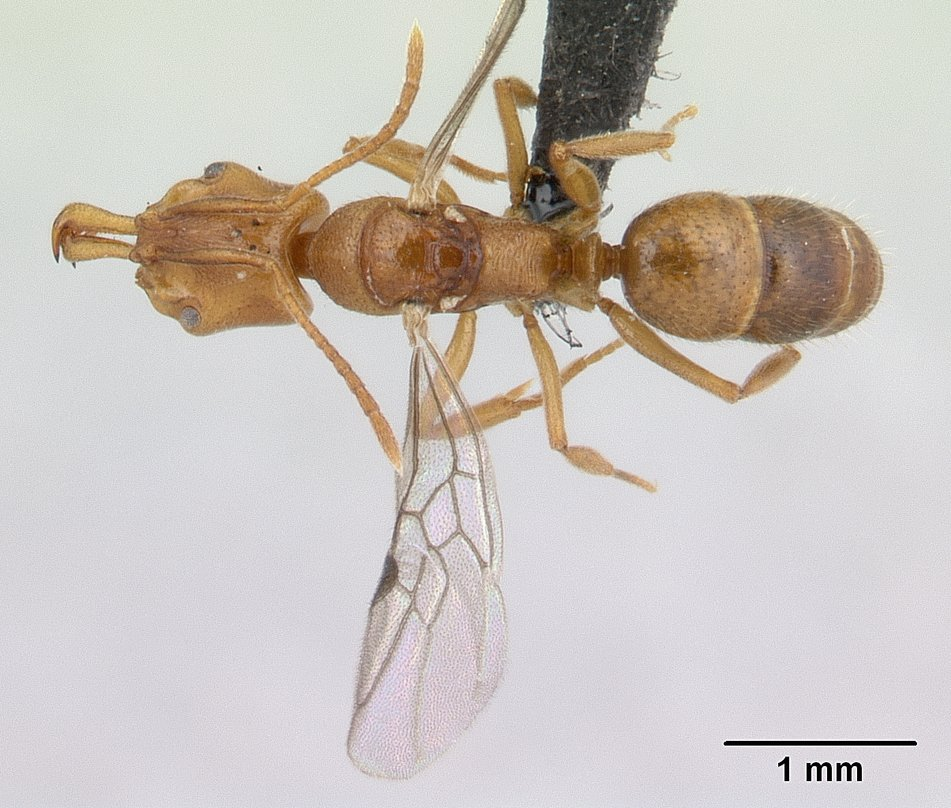
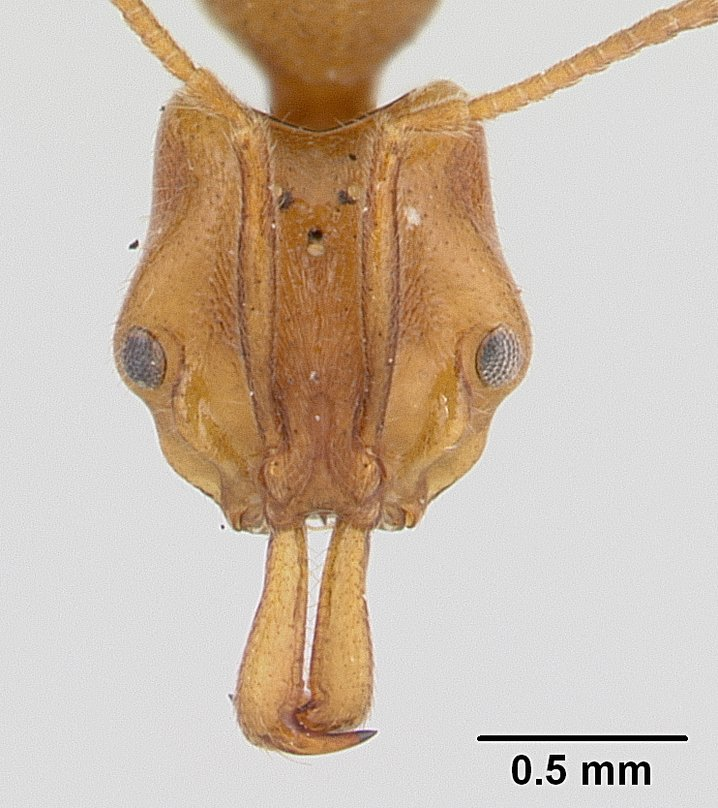
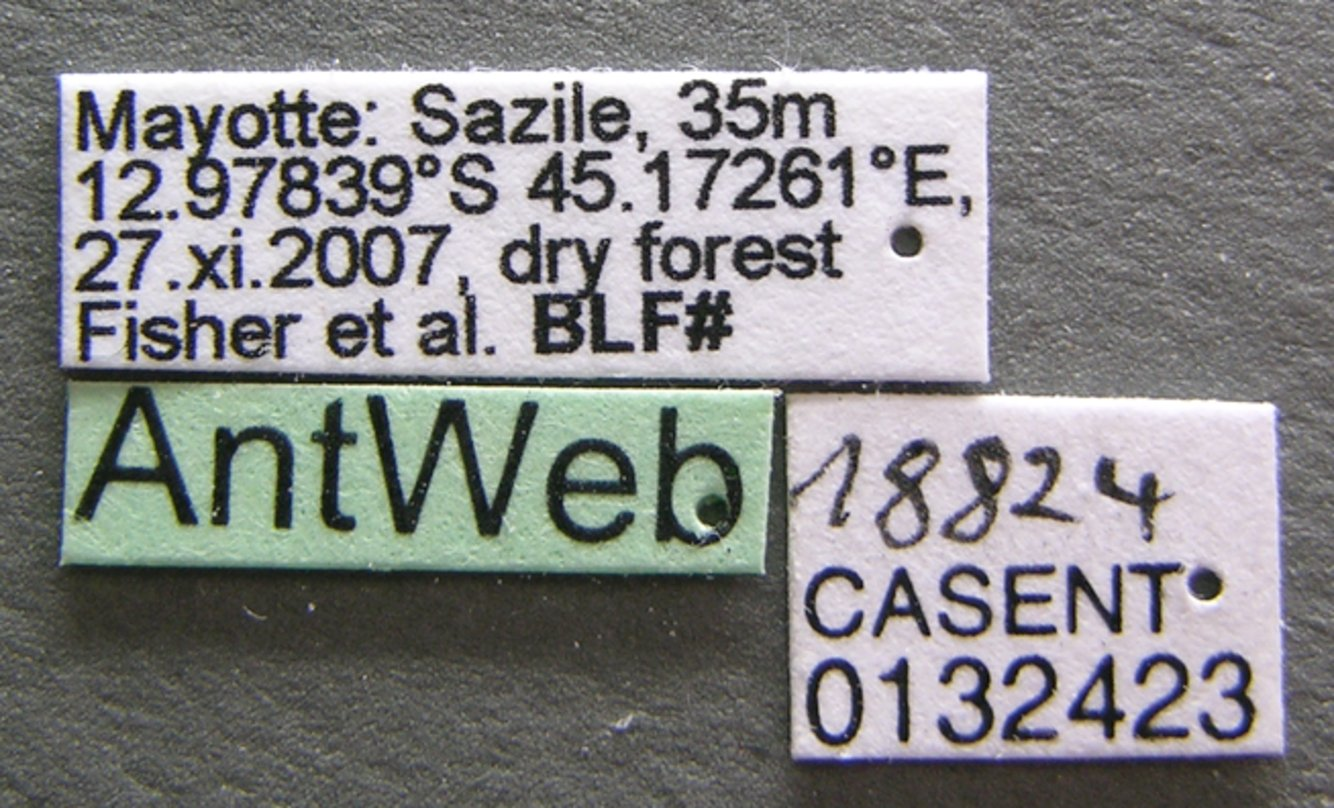
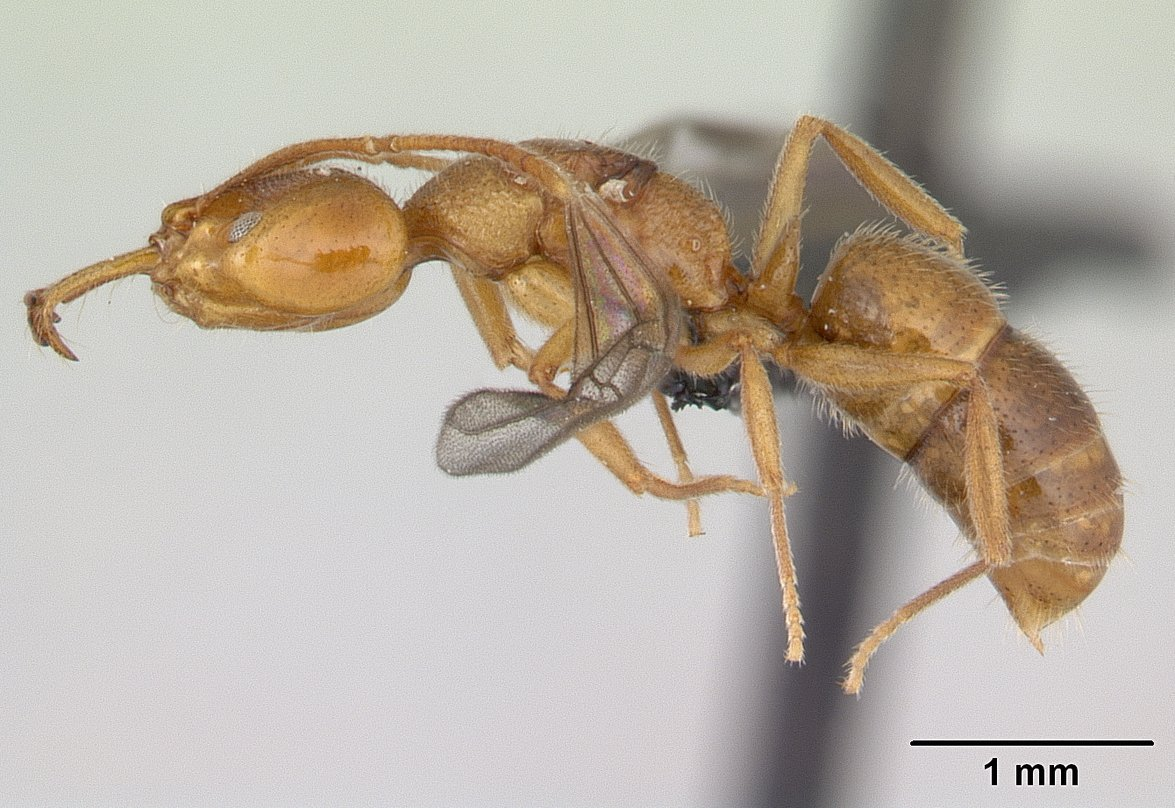
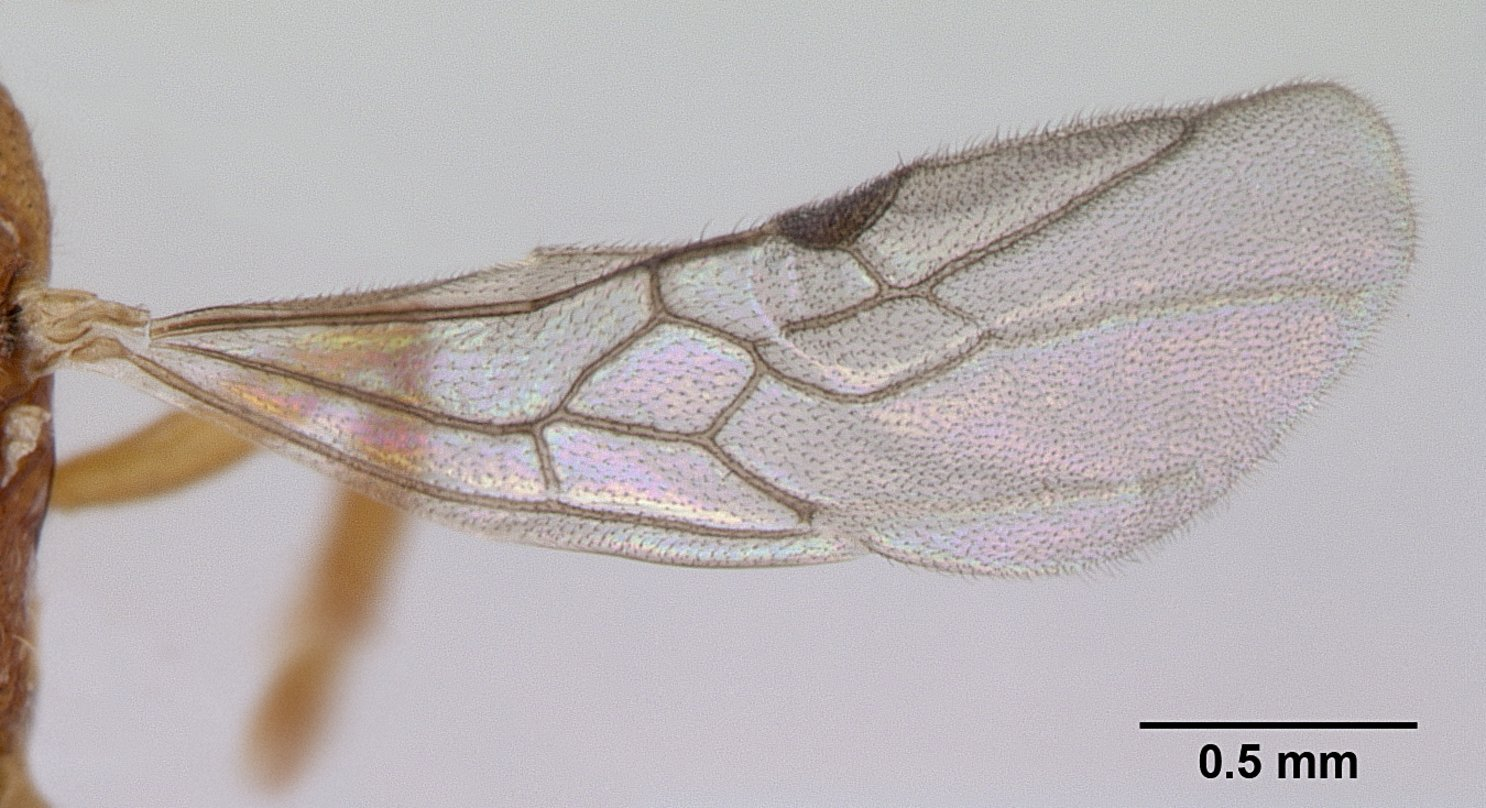